# 混合暗物質
混合暗物質（英语：Mixed Dark Matter，简称MDM）是在1990年代晚期的暗物質理論中最有希望的暗物質。
混合暗物質也被稱為熱加冷暗物質。雖然推測還有其他的形式存在，但已知的熱暗物質形式只有一種－中微子。現在，宇宙論推論中最重要的暗物質是純的冷暗物質。然而。在1990年代的早期，從星系團的功率譜波動推論並不認同標準宇宙学對純冷暗物質的推論。研究和調查認同的是大約80%的冷暗物質和20%的熱暗物質（中微子）組成的混合暗物質。這個模型因為在1998發現宇宙的加速膨脹，因而發現暗能量和暗物質組合的模式，導致這個模型被廢棄不用。